# ادینبورگ (میسیسیپی)
ادینبورگ (به انگلیسی: Edinburg) یک منطقهٔ مسکونی در ایالات متحده آمریکا است که در شهرستان لیک، میسیسیپی واقع شده‌است. ادینبورگ ۱۱۵ متر بالاتر از سطح دریا واقع شده‌است.